# Baruch-Isaak Lipschütz
Baruch-Isaak Lipschütz, znany także jako Isidor Lüpschütz, Isidor Liepschütz (ur. 27 lipca 1812 we Wronkach, zm. 18 grudnia 1877 w Berlinie) – 1833 rabin Wronek, później ok. 1845 rabin Gorzowa Wielkopolskiego, 1848 niedoszły rabin Elektoratu Hesji, 1850-1853 rabin Frankfurtu nad Odrą, 1853-1858 rabin krajowy Księstwa Mecklenburg-Schwerin.

## Życiorys
Syn gdańskiego rabina Israela Lipschütza. Wykształcenie elementarne uzyskał od nauczycieli domowych. 2 sierpnia 1849 uzyskał promocję na Uniwersytecie w Jenie. W przerwach między aktywnością rabinacką prywatny nauczyciel Talmudu w Amsterdamie i Hamburgu.
Jego syn dr Oskar Lipschütz (1847-1919), narodzony w Gorzowie Wielkopolskim, również był zasłużonym rabinem.